# Cranley
Cranley – przysiółek w Anglii, w Suffolk. Leży 27.9 km od miasta Ipswich i 123.8 km od Londynu. Cranley jest wspomniana w Domesday Book (1086) jako Cranlea.